# 幹部候補生学校
幹部候補生学校（かんぶこうほせいがっこう、英: Officer Candidate School、Officer Training School）は自衛隊や各国の軍隊の将校・士官（相当の階級を含む）を養成する学校である。士官候補生学校とも。

## 日本
日本の自衛隊では、幹部自衛官を養成するため幹部候補生の学校として、陸上自衛隊、海上自衛隊、航空自衛隊の各陸海空自衛隊にそれぞれ設置されている。
- 陸上自衛隊幹部候補生学校
- 海上自衛隊幹部候補生学校
- 航空自衛隊幹部候補生学校

入校者は、大卒や院卒程度（学位取得者）であれば防衛大学校、防衛医科大学校、一般大学（大学校を含む）卒業者、高卒や短大卒程度であれば陸曹航空操縦学生、航空学生、3尉候補者課程、幹部予定者課程、部隊内選抜に選ばれた隊員等である。
入校中は、自衛官として曹長か准尉の階級を持つ。

## 世界の主な幹部候補生学校

### アメリカ合衆国
主に、学位取得者（大卒以上）が必要条件とされているが、学位がなくとも経験が豊富な下士官などの入校も許可される場合がある。ただし、アメリカ海兵隊には大学に一年以上在学中の学生のための小隊長課程、英: Platoon Leaders Courseと大学四年生あるいは卒業者のための士官候補生課程、英: Officer Candidates Courseがある。いずれにせよ、大学に在学中であれば、学位を取得しなくても入校できる。履修期間は学校によるが概ね2-3か月ほどである。
- 陸軍士官候補生学校（Officer Candidate School of the United States Army）
- 海軍士官候補生学校（Officer Candidate School of the United States Navy）
- 士官訓練学校（Officer Training School）、五軍の中で唯一「訓練、英: Training」という言葉が使用されている、空軍の将校養成学校。
- 海兵隊士官候補生学校（Officer Candidates School of the United States Marine Corps）
- 沿岸警備隊士官候補生学校（The Officer Candidate School of the United States Coast Guard）